# Romagnesiella clavus
Romagnesiella clavus (Romagn.) Contu, Matheny, P.-A. Moreau, Vizzini & A. de Haan – gatunek grzybów z rzędu pieczarkowców (Agaricales).

## Systematyka i nazewnictwo
Pozycja w klasyfikacji według Index Fungorum: Romagnesiella, Crassisporiaceae, Agaricales, Agaricomycetidae, Agaricomycetes, Agaricomycotina, Basidiomycota, Fungi.
Po raz pierwszy opisał go w 1944 r. Henri Charles Louis Romagnesi, nadając mu nazwę Galerina clavus. W 2014 r. Marco E. Contu, P.B. Matheny, P.-A. Moreau, A. Vizzini i A. de Haan przenieśli go do utworzonego przez siebie rodzaju Romagnesiella. Synonimy:
- Galerina clavus Romagn. 1944
- Naucoria clavus (Romagn.) Kühner & Romagn. 1953
- Romagnesiella clavus f. mediterranea Contu & P.-A. Moreau 2014

## Występowanie i siedlisko
Znane są stanowiska Romagnesiella clavata głównie w Europie. Poza nią podano ten gatunek tylko w jednym miejscu w Ameryce Północnej. Brak go w opracowanym w 2003 r. przez Władysława Wojewodę wykazie wielkoowocnikowych grzybów podstawkowych Polski, ale jego stanowiska w Polsce podano w późniejszych latach (po raz pierwszy J. Łuszczyński w 2007 r.)